# Armata Rusă de Eliberare
Armata Rusă de Eliberare (în rusă: Русская освободительная армия, Russkaia osvoboditelnaia armia, cunoscută și ca „Armata lui  Vlasov”) a fost un grup de forțe militare formate în mod covârșitor din etnici ruși, care au luptat de partea Germaniei naziste în timpul celui de-al Doilea Război Mondial. 
Armata Rusă de Eliberare a fost formată de fostul general al Armatei Roșii Andrei Vlasov, care a încercat să unească opozanții regimului comunist din URSS. Printre voluntarii Armatei lui Vlasov s-au aflat prizonieri de război sovietici și membri ai emigrației ruse „albe” (mulți dintre aceștia veterani ai Armatei Albe care a luptat împotriva forțelor bolșevice în timpul Războiului Civil Rus). La 14 noiembrie 1944 Armata Rusă de Eliberare a fost redenumită „Forțele Armate ale Comitetului pentru Eliberarea Popoarelor Rusiei” (VS-KONR).

## Origini
Voluntarii ruși care s-au înrolat în forțele terestre germane (Wehrmacht Heer) au purtat însemnul ROA pe mâneca tunicii. Armata lui Vlasov nu a existat cu adevărat niciodată, dar a fost prezentată ca o realitate de către propaganda nazistă. Acești voluntari, cunoscuți drept Hiwi (un acronim al  Hilfswilliger în traducere „dispuși să ajute”) nu s-au aflat niciodată sub comanda sau controlul vreunui comandat rus. Ei s-au aflat tot timpul sub comanda unor ofițeri germani, îndeplinind inițial sarcini auxiliare, nu de luptă. După o vreme, unii dintre comandanții germani au format din rândul acestor voluntari mici unități înarmate, folosite la început pentru combaterea partizanilor sovietici.  
Adolf Hitler a permis ca ideea existenței Armatei Ruse de Eliberare să fie folosită pentru propagandă, dar nu a permis să se formeze vreo unitate combatantă. Ca urmare, diferiți soldați sovietici au dezertat sau s-au predat germanilor în speranța că se vor alătura unor forțe ruse anticomuniste, care de fapt nu au existat niciodată. O mare parte a prizonierilor de război sovietici s-au oferit voluntari numai pentru a scăpa din lagărele naziste unde se murea de foame. 
După capturarea sa și trecerea fățișă de partea germanilor, generalul Vlasov s-a străduit să convingă Înaltul Comandament German de oportunitatea organizării unei forțe combatante antisovietice, aflate în totalitate sub control rus. Hitler și apropiații săi au refuzat chiar și să ia în discuție o astfel de posibilitate. 
În ciuda nesiguranței statutului lui Vranghel și a ROA, pe la mijlocul anului 1943 existau câteva sute de mii de foști voluntari exsovietici care luptau în cadrul forțelor germane, ca Hiwis sau ca Osteinheiten (Voluntari din răsărit). Cei din urmă au fost repartizați încă din 1942 în spatele frontului, unde asigurau securitatea căilor de comunicație și luptau împotriva partizanior. Totuși, germanii erau îngrijorați de credința acestor voluntari, iar după eșecurile din vara anului 1943 situația tuturor forțelor antisovietice a devenit complicată. La 12 septembrie, Armata a 2-a germană a retras trupe de pe front pentru a face față rebeliunilor și dezertărilor din cadrul unităților de Hiwis. După o serie de revolte și mai multe dezertări , comandanții germani au decis în septembrie 1942 că gradul de încredere în aceste unități a scăzut foarte mult. În octombrie 1943 comandantul Armatei a 8-a afirma cu tristețe că est-europenii nu mai sunt de încredere . Cu puțin timp înainte fuseseră stabilite măsuri pentru înăbușirea rebeliunilor și dezertărilor, printre care și investirea comandanților de regiment cu puteri sporite pentru instituirea unor curți marțiale care să judece sumar, după care să urmeze o execuție rapidă a vinovaților. 
Germanii au considerat că este de dorit ca trupele Hiwi să fie îndepertate din zona, unde simpatizau cu populația locală și au decis să le trimită pe frontul occidental,  unde majoritatea lor a ajuns la sfârșitul anului 1943 și începutul lui 1944.
Un mare număr dintre batalioanele acestea au fost încorporați în diferite divizii de pe frontul de vest. Numeroși dintre acești soldați au fost destinați pazei Zidului Atlanticului. Pe Ziua Z, soldații estici, lipsiți de o motivație serioasă să lupte împotriva Aliaților, s-au predat în număr mare. Au fost și câteva cazuri în care acești soldați au luptat cu îndârjire, în special datorită propagandei greșite a Aliațior, care a promis o repatriere rapidă în Uniunea Sovietică a celor care s-ar fi predat. 
În total, 71 de batalioane „estice” au servit pe frontul de răsărit, iar alte 42 au luptat în Belgia, Finlanda, Franța sau Italia.

## Înființarea ROA și lupta împotriva Armatei Roșii

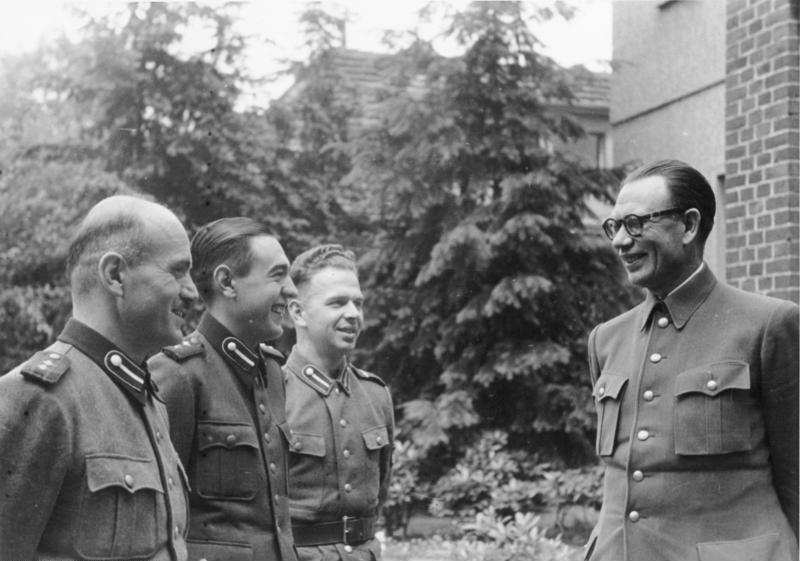
Vlasov vorbind voluntarilor ROA lângă Dabendorf în toamna anului 1944.

Armata Rusă de Eliberare (ROA) nu a existat în mod oficial până în toamna anului 1944, când Heinrich Himmler l-a convins în sfârșit pe Adolf Hitler să accepte organizarea a zece divizii ROA. (Istoriografia sovietică a etichetat pe toți rușii care au luptat de partea germanilor drept „vlasoviști”). 

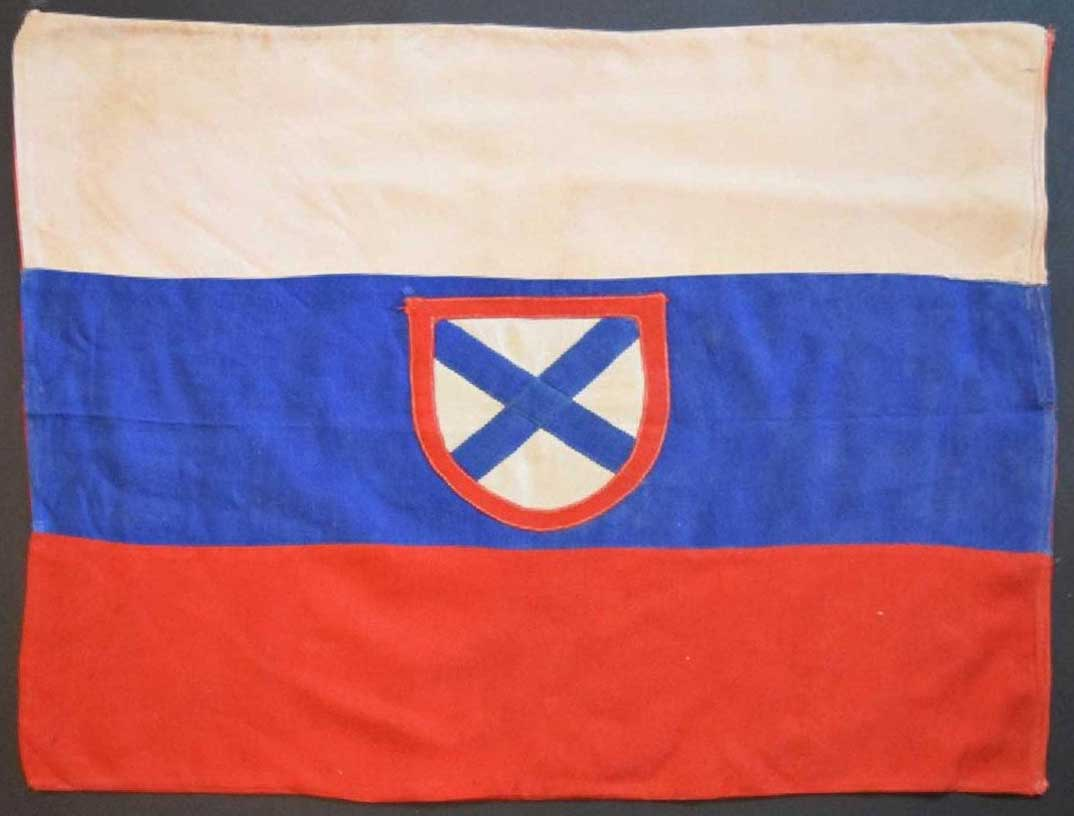
Steagul ROA în 1944-1945

Pe 14 noiembrie 1944, Vlasov a citit la Praga „Manifestul de la Praga” în fața nou creatului „Comitetului de eliberare a popoarelor Rusiei”. Prin acest document, Vlasov consemna scopul luptei împotriva lui Stalin și anunța cele 14 obiective democratice pentru care lupta ROA. Pretențiile germanilor ca documentul să conțină și referiri antisemite a fost evitată în mod elegant de comitetul vlasovist. Totuși, documentul a conținut critici la adresa Aliaților occidentali, etichetați drept „plutocrații” care s-au aliat cu Stalin în tentativa de cucerire a Europei. 
În februarie 1945 doar Divizia I ROA Divizia a 600-a de infanterie germană era complet formată sub comanda generalului Serghei Kuzmici Buniacenko. Divizia a luptat pentru scurtă vreme pe frontul de pe Oder, mai înainte de a schimba tabera și a-i ajuta pe cehi în timpul insurecției din Praga. 
O a doua divizie, Divizia a II-a RAO (Divizia a 650-a de infanterie germană) avea efectivele incomplete când a părăsit garnizoana  Heuberg sub comanda generalului Mihail Meadrov. În rândurile acestei divizii s-au înrolat un mare număr de  „lucrători din est” în timpul deplasării spre sud. Cea de-a treia divizie RAO a rămas doar în stadiul incipient al formării. 
Au mai existat unele unități precum „Corpul rus”, „Corpul al XV-lea SS de cavalerie cazacă” al generalului Helmuth von Pannwitz, cazacii atamanului Domanov și alte unități militare formate din emigranți ruși „albi” au fost de acord să devină parte a aramtei lui Vlasov. Totuși, toate aceste unități nu au făcut efectiv parte din ROA, deoarece Vlasov nu a putut să se folosească de serviciile lor în nicio operațiune. Între aceste unități nici măcar comunicațiile nu puteau fi stabilite cu ușurință.

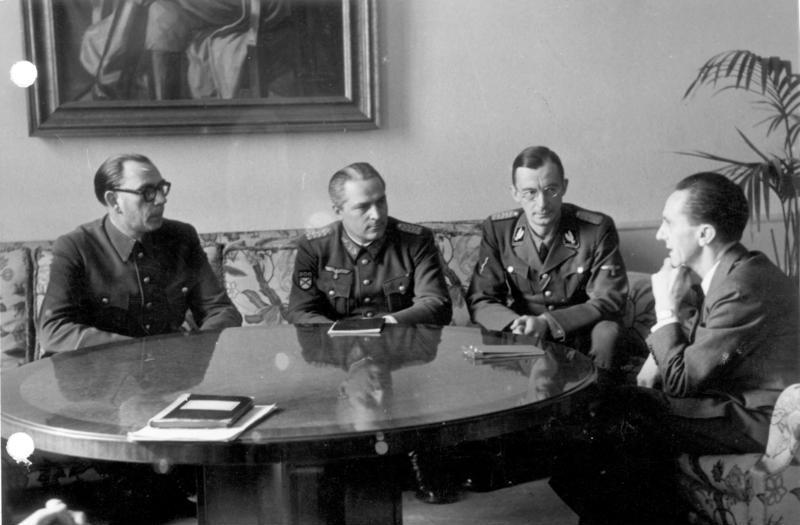
Generalii Vlasov și. Șilenkov (centru) la o întâlnire cu Joseph Goebbels (februarie 1945)

Vlasov a ordonat primei divizii ROA să mărșaluiască spre sud, în speranță că va reuși să concentreze toate forțele anticomuniste loiale lui. El a considerat că în fruntea trupelor sale ar putea să se predea Aliaților occidentali în termeni „favorabili”, ceea ce ar fi presupus evitarea repatrierii. De altfel, Vlasov a trimis o serie de emisari care să înceapă negocieri secrete cu occidentali pentru capitulare. Se pare că el spera că Aliații occidentali să privească cu simpatie la obiectivele RAO și poate să folosească voluntarii anticomuniști într-un posibil război viitor cu Uniunea  Sovietică.

## Luptele împotriva germanilor și prizonieratul sovietic

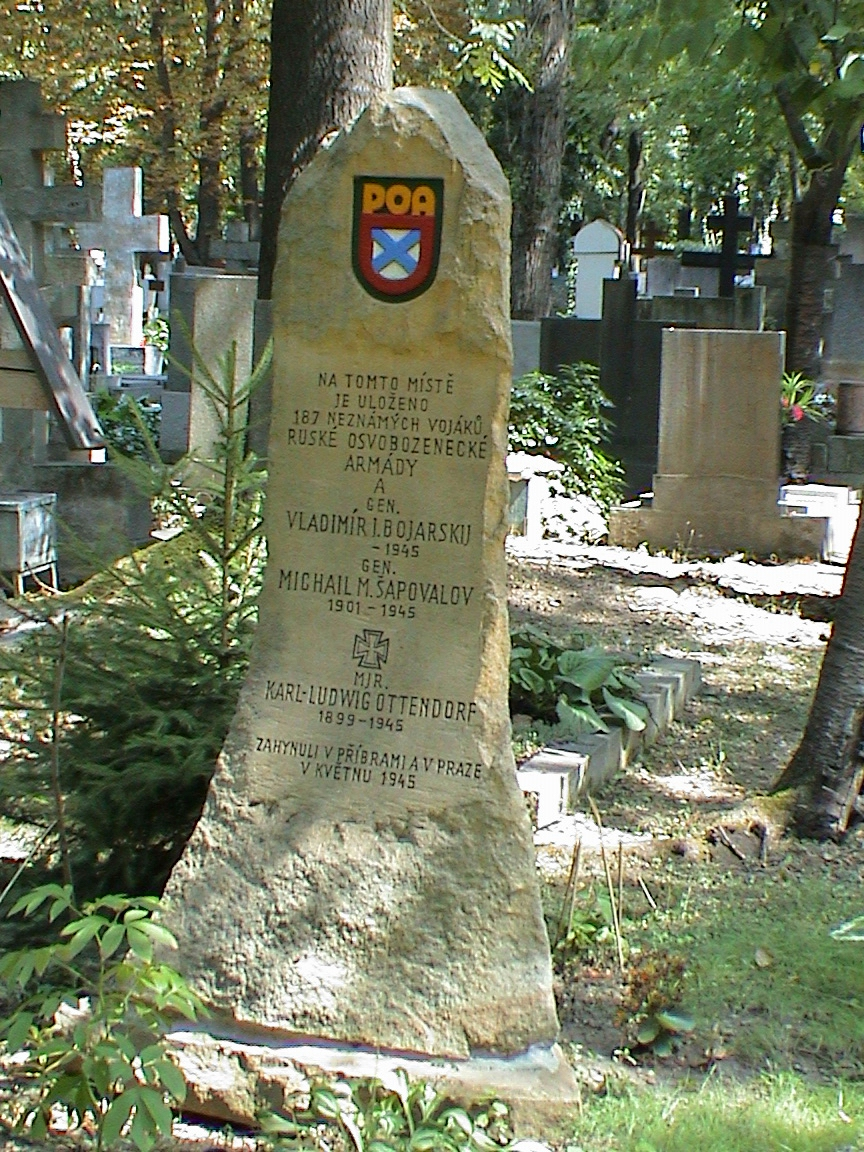
Mormânt colectiv al unor generali și unor soldați necunoscuți ai RAO din cimitirul „Olšanské hřbitovy” din Praga

În timpul marșului spre sud, Divizia I a RAO s-a aflat în situația de a-i ajuta pe patrioții cehi în timpul insurecției din Praga declanșate pe 5 mai 1945 împotriva ocupației militare germane. Dacă la început Vlasov a privit cu circumspecție posibilitatea angajării în luptă împotriva germanilor, el a acceptat în cele din urmă propunerea generalului Buniacenko de a se alătura luptei cehilor. 
Divizia I s-a angajat în luptă cu unitățile Waffen-SS care fuseseră trimise să distrugă orașul. Cum unitățile ROA erau dotate cu armament greu, militarii ruși au reușit ca, împreună cu insurgenții cehi, să respingă atacul germanilor și să salveze Praga de la distrugere.  Divizia I a fost obligată să părăsească Praga datorită majorității comuniștilor în noua Rada (Parlamentul) cehă. Soldații ROA s-au predat Armatei a III-a SUA a generalului Patton. Americanii nu aveau însă niciun interes să-i ia prizonieri pe militarii ROA temându-se că un asemenea gest ar deteriora relațiile occidentalilor cu Uniunea Sovietică. La scurtă vreme după tentativa nereușită de capitulare în fața americanilor, Vlasov și oamenii săi au fost capturați de sovietici. 
Unii dintre soldații care au fost inițial luați prizonieri de aliații occidentali au fost mai apoi predat sovieticilor.  Totuși, unii dintre ofițerii aliați care simpatizau cauza soldaților ROA le-a permis acestora să evadeze în gurpuri mici și să se refugieze în zonele controlate de americani. Ar mai trebui notată și atitudinea liderilor Liechtensteinului, care a ignorat cererile sovieticilor de extrădare a soldaților „Armatei I Națională Rusă” care au reușit să ajungă pe teritoriul principatului. Acești soldați ruși au cerut azil politic și au primit până în cele din urmă să emigreze în Argentina. 
Guvernul i-au etichetat pe soldații ROA (vlasoviști) drept trădători. Soldații ROA care au fost repatriați au fost judecați și condamnați la moarte sau la muncă în lagărele Gulagului pentru termene de cel puțin zece ani. Vlasov și alți câțiva lideri ai ROA au fost condamnați la moarte prin spânzurare. Sentința a fost executată pe 1 august 1946.